# Myopornis
Myopornis is een monotypisch geslacht van zangvogels uit de familie Muscicapidae (vliegenvangers). 

## Soorten
De enige soort in dit geslacht:
- Myopornis boehmi  – Böhms vliegenvanger